# Tortigonalia adunca
Tortigonalia adunca är en insektsart som beskrevs av Young 1977. Tortigonalia adunca ingår i släktet Tortigonalia och familjen dvärgstritar. Inga underarter finns listade i Catalogue of Life.